# Wachtpost Goudsberg
De wachtpost Goudsberg was een laat-Romeinse wachtpost of uitkijktoren op de heuvel de Goudsberg in de gemeente Valkenburg aan de Geul in het zuiden van de Nederlandse provincie Limburg. De wachtpost werd waarschijnlijk gebouwd om Frankische invallen te voorkomen.

## Ligging
Het terrein met de fundamenten van de Romeinse wachtpost Goudsberg ligt aan de Steenstraat tussen het stadje Valkenburg en het gehucht Walem (bij Schin op Geul). In de Romeinse tijd lag dit terrein in de nabijheid van de Via Belgica, de belangrijke heirweg van Tongeren (Atuatuca Tungrorum) via Maastricht (Mosa Trajectum) en Heerlen (Coriovallum) naar Keulen (Colonia Claudia Ara Agrippinensium). Het exacte tracé van de weg is ter plekke nog niet bekend. De toren, hoewel niet gebouwd op het hoogste punt van de Goudsberg (ca. 140 m boven NAP), bood uitzicht over een groot deel van het Geuldal, met name in westelijke richting waar zich een aantal grote villacomplexen bevonden (o.a. de Romeinse villa Ravensbosch, de Romeinse villa Houthem-Rondenbos en de Romeinse villa Meerssen-Onderste Herkenberg).

## Geschiedenis
Al vanaf omstreeks 1870 was bekend dat op de Goudsberg bij Valkenburg een in steen uitgevoerd en omgracht gebouw uit de Romeinse tijd had gestaan. Waarschijnlijk was het terrein toen onderzocht door de priester en amateurarcheoloog Jozef Habets, die in die periode kapelaan was in het nabij gelegen Berg en Terblijt.

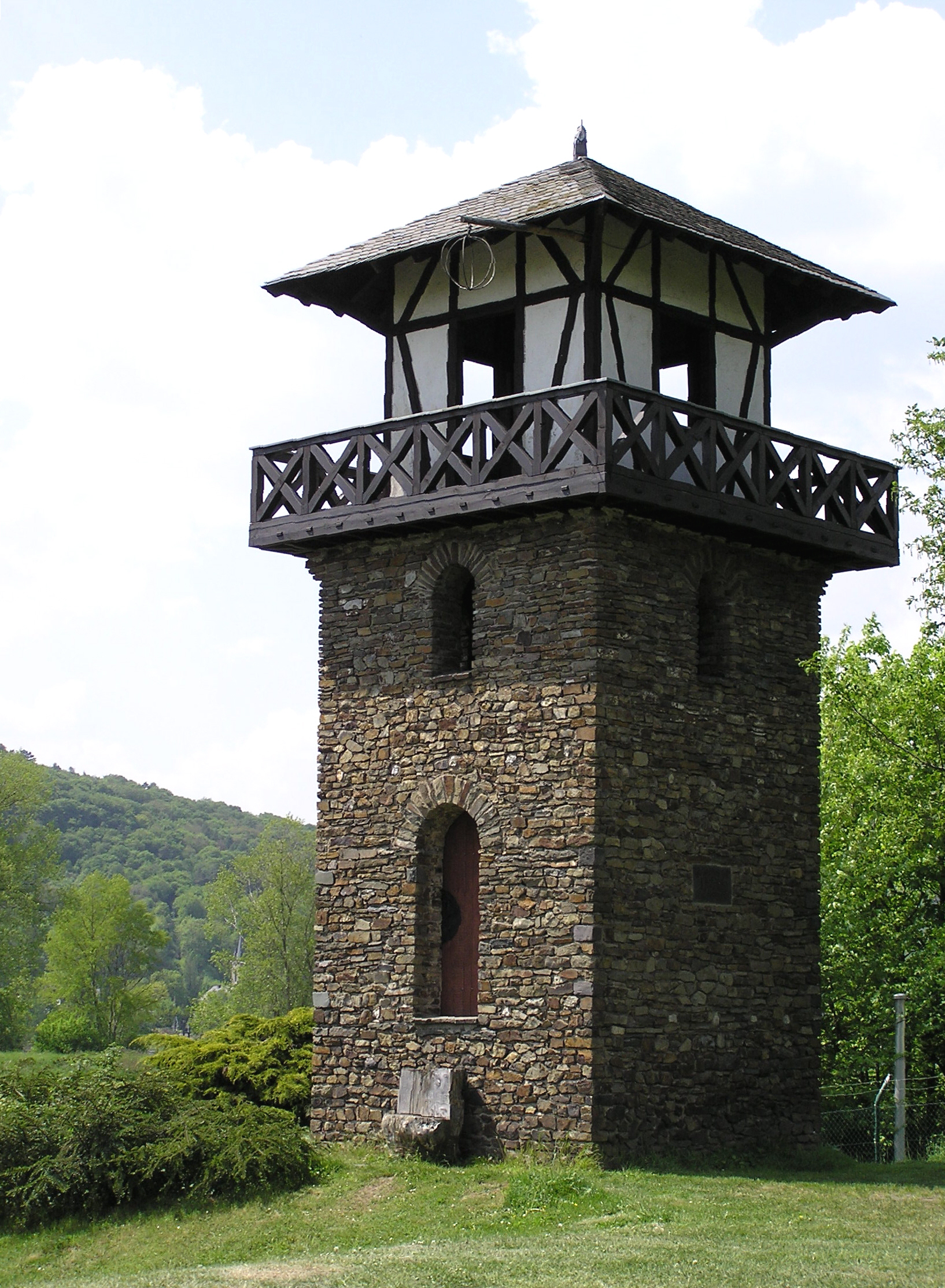
Reconstructie van een wachttoren in Rheinbrohl

In 1916 vond op het terrein opnieuw een archeologische opgraving plaats, die geleid werd door Jan Hendrik Holwerda, directeur van het Rijksmuseum van Oudheden in Leiden. Holwerda werkte samen met de Limburgse priester-archivaris-historicus, tevens amateurarcheoloog Willem Goossens. Tijdens de opgraving kwamen de fundamenten bloot te liggen van een Romeinse wachttoren op een kunstmatige verhoging met afmetingen van 8,8 × 12,2 meter. De muur die het bouwwerk omgaf was 90 centimeter dik. Het bouwmateriaal betrof vrij regelmatig gehouwen steenblokken van Kunrader kalk die goed gemetseld en gevoegd waren. Sommige van de stenen vertoonden brandsporen, net als een deel van de leem op de bodem, die deels rood verbrand was. De wachttoren werd door Holwerda en Goossens op grond van een vijftal ter plekke gevonden munten en andere bodemvondsten gedateerd op omstreeks 300 na Chr.
Later gedetermineerde vondsten wezen op een mogelijke datering tussen 310 en 360 na Chr., waarmee een relatie met de bouw van het Maastrichtse castellum (333 na Chr.) gelegd zou kunnen worden. De relatief lichte fundamenten en geringe afmetingen van de wachttoren doen vermoeden dat het hier om een versterkte uitkijktoren ging, slechts bedoeld als tijdelijk bemande politiepost nabij de Via Belgica. In de omgeving zijn diverse greppels waargenomen, wat geleid heeft tot de theorie dat de Romeinse wachttoren gebouwd werd op de zuidoosthoek van een grotere versterking uit de ijzertijd.
Het terrein is sinds 1986 beschermd als rijksmonument. In 2001 werd het gebied rondom de wachttoren door de Stichting Instandhouding Kleine Landschapselementen in Limburg (IKL) opgeknapt, waarbij bomen en struiken die op de fundamenten en wallen stonden werden verwijderd, omdat met name de boomwortels een gevaar vormden voor het monument. In hetzelfde jaar is door het Ministerie van Onderwijs, Cultuur en Wetenschappen ruim € 260.000 ter beschikking gesteld voor onder andere de plaatsing van een 'digitaal tijdvenster' bij de restanten van de Romeinse wachttoren op de Goudsberg. Het digitale tijdvenster bestaat uit een videocamera, een computer en een aanraakscherm, waarbij driedimensionale reconstructies van het bouwwerk worden geprojecteerd op live-camerabeelden van de site.

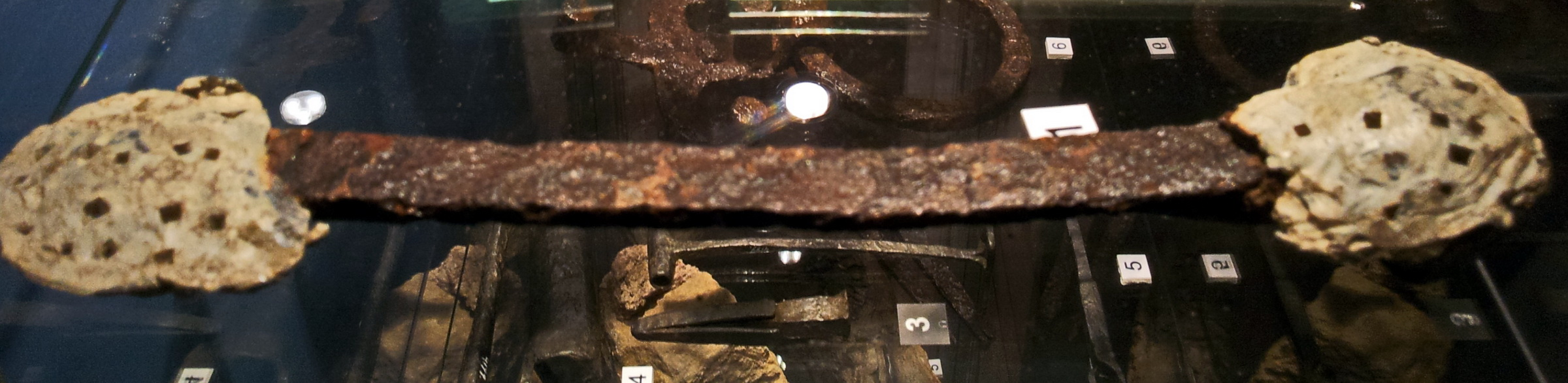
IJzeren tralie met loden uiteinden, gevonden op de Goudsberg (Thermenmuseum, Heerlen)

In september 2002 vond opnieuw een onderzoek plaats op de Goudsberg door een team van de Rijksdienst voor het Oudheidkundig Bodemonderzoek. Het onderzoek bevestigde de aanwezigheid van de fundamenten van de wachttoren, die in betere staat bleken dan verwacht. Ook werd aangetoond dat rondom het kunstmatig opgehoogde plateau een gracht van 7 meter breed en 4 meter diep had gelopen. Aan de binnenzijde van de gracht lag een aarden wal met wellicht een palissade. In 2002 verscheen tevens een studie van de Leidse archeobotanicus prof. dr. Corrie Bakels over de vegetatie in de omgeving van de wachtpost, onder andere gebaseerd op sporen van planten in de grachtvulling, direct ten westen van de torenfundamenten. Het onderzoek wees uit dat het landschap op de Goudsberg relatief open was, hetgeen te verwachten is in een militaire situatie. Terwijl op het plateau graan werd verbouwd, overheerste rond de wachttoren een begroeiing met taxus.